# Stangenrod (Grünberg)
Stangenrod ist ein Stadtteil von Grünberg im mittelhessischen Landkreis Gießen. Das Dorf liegt 3 km nördlich von Grünberg im Vorderen Vogelsberg. Durch den Ort führt die Landesstraße 3215.

## Geschichte

### Ortsgeschichte

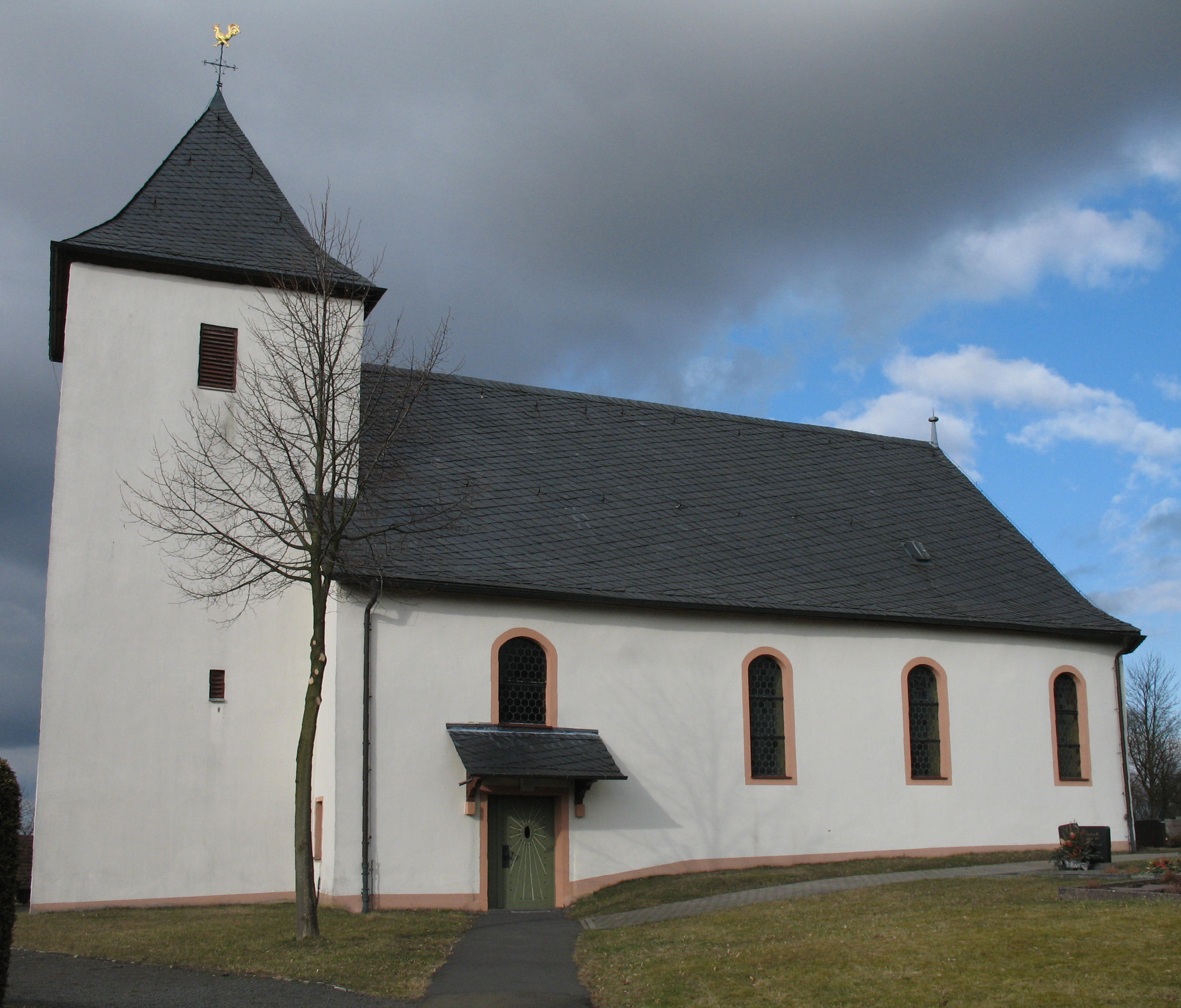
Die Kirche in Stangenrod

Die älteste bekannte schriftliche Erwähnung des Orts erfolgte im Jahr 1320 unter dem Namen Stanginrode in einer Urkunde der Deutschordensballei Hessen. Der Ortsname wird mit der Rodung von Stangen (dünnen Bäumen) erklärt. In einer erhaltenen Urkunde wurde der Ort um die Mitte des 14. Jahrhunderts auch als Sangenrode erwähnt.
Im Jahr 1220 wurde eine Kapelle geweiht. Die im Kern romanische Stangenröder Kirche wurde allerdings bereits um 1100 als Wehrkirche errichtet; sie steht weithin sichtbar auf einer Anhöhe. Aus dieser frühen Zeit ist sie ein seltenes Beispiel in Oberhessen für eine Kirche mit Westturm.
Die Statistisch-topographisch-historische Beschreibung des Großherzogthums Hessen berichtet 1830 über Stangenrod:

„Stangenrod (L. Bez. Grünberg) evangel. Filialdorf; liegt 1 St. von Grünberg, hat 1 Kirche, 60 Häuser und 326 Einwohner, die alle evangelisch sind. Die meisten Einwohner gehören zum Bauernstand. Auf dem Stangenröder Berge stand der Galgen für die in Grünberg verurtheilten Verbrecher.“

Hessische Gebietsreform (1970–1977)
Im Zuge der Gebietsreform in Hessen wurde die bis dahin selbständige Gemeinde Stangenrod am 31. Dezember 1970 auf freiwilliger Basis in die Stadt Grünberg eingemeindet. Für Stangenrod sowie für alle ehemals eigenständigen Gemeinden von Grünberg und die Kernstadt wurde je ein Ortsbezirk  gebildet.

### Verwaltungsgeschichte im Überblick
Die folgende Liste zeigt die Staaten und Verwaltungseinheiten, denen Stangenrod angehört(e):

- 1391 und später: Heiliges Römisches Reich, Landgrafschaft Hessen, Amt Grünberg
- ab 1567: Heiliges Römisches Reich, Landgrafschaft Hessen-Marburg, Amt Grünberg[9]
- 1604–1648: Heiliges Römisches Reich, strittig zwischen Landgrafschaft Hessen-Darmstadt und Landgrafschaft Hessen-Kassel (Hessenkrieg)
- ab 1604: Heiliges Römisches Reich, Landgrafschaft Hessen-Darmstadt, Oberfürstentum Hessen, Amt Grünberg,[10][11]
- ab 1806: Großherzogtum Hessen,[Anm. 2] Fürstentum Ober-Hessen, Amt Grünberg[12]
- ab 1815: Großherzogtum Hessen, Provinz Oberhessen, Amt Grünberg[13]
- ab 1821: Großherzogtum Hessen, Provinz Oberhessen, Landratsbezirk Grünberg[Anm. 3]
- ab 1832: Großherzogtum Hessen, Provinz Oberhessen, Kreis Grünberg
- ab 1848: Großherzogtum Hessen, Regierungsbezirk Gießen
- ab 1852: Großherzogtum Hessen, Provinz Oberhessen, Kreis Grünberg
- ab 1867: Norddeutscher Bund,[Anm. 4] Großherzogtum Hessen, Provinz Oberhessen, Kreis Grünberg
- ab 1871: Deutsches Reich, Großherzogtum Hessen, Provinz Oberhessen, Kreis Grünberg
- ab 1874: Deutsches Reich, Großherzogtum Hessen, Provinz Oberhessen, Kreis Gießen
- ab 1918: Deutsches Reich (Weimarer Republik), Volksstaat Hessen, Provinz Oberhessen, Kreis Gießen
- ab 1938: Deutsches Reich, Volksstaat Hessen, Landkreis Gießen[14][Anm. 5]
- ab 1945: Amerikanische Besatzungszone,[Anm. 6] Groß-Hessen, Regierungsbezirk Darmstadt, Landkreis Gießen
- ab 1946: Amerikanische Besatzungszone, Hessen, Regierungsbezirk Darmstadt, Landkreis Gießen
- ab 1949: Bundesrepublik Deutschland, Hessen, Regierungsbezirk Darmstadt, Landkreis Gießen
- ab 1971: Bundesrepublik Deutschland, Hessen, Regierungsbezirk Darmstadt, Landkreis Gießen, Stadt Grünberg[Anm. 7]
- ab 1977: Bundesrepublik Deutschland, Hessen, Regierungsbezirk Darmstadt, Lahn-Dill-Kreis, Stadt Grünberg
- ab 1979: Bundesrepublik Deutschland, Hessen, Regierungsbezirk Darmstadt, Landkreis Gießen, Stadt Grünberg
- ab 1981: Bundesrepublik Deutschland, Hessen, Regierungsbezirk Gießen, Landkreis Gießen, Stadt Grünberg

### Recht

#### Materielles Recht
In Stangenrod galt der Stadt- und Amtsbrauch von Grünberg als Partikularrecht. Das Gemeine Recht galt nur, soweit der Amtsbrauch keine Bestimmungen enthielt. Dieses Sonderrecht alten Herkommens behielt seine Geltung auch während der Zugehörigkeit zum Großherzogtum Hessen im 19. Jahrhundert, bis es zum 1. Januar 1900 von dem einheitlich im ganzen Deutschen Reich geltenden Bürgerlichen Gesetzbuch abgelöst wurde.

#### Gerichtsverfassung seit 1803
In der Landgrafschaft Hessen-Darmstadt wurde mit Ausführungsverordnung vom 9. Dezember 1803 das Gerichtswesen neu organisiert. Für die Provinz Oberhessen wurde das „Hofgericht Gießen“. Es war für normale bürgerliche Streitsachen Gericht der zweiten Instanz, für standesherrliche Familienrechtssachen und Kriminalfälle die erste Instanz. Übergeordnet war das Oberappellationsgericht Darmstadt. Die Rechtsprechung der ersten Instanz wurde durch die Ämter bzw. Standesherren vorgenommen und somit war für Stangenrod das „Amt Grünberg“ zuständig. Nach der Gründung des Großherzogtums Hessen 1806 wurden die Aufgaben der ersten Instanz 1821 im Rahmen der Trennung von Rechtsprechung und Verwaltung auf die neu geschaffenen Landgerichte übertragen. „Landgericht Grünberg“ war daher von 1821 bis 1879 die Bezeichnung für das erstinstanzliche Gericht das für Stangenrod zuständig war.
Anlässlich der Einführung des Gerichtsverfassungsgesetzes mit Wirkung vom 1. Oktober 1879, infolge derer die bisherigen großherzoglichen Landgerichte durch Amtsgerichte an gleicher Stelle ersetzt wurden, während die neu geschaffenen Landgerichte nun als Obergerichte fungierten, kam es zur Umbenennung in „Amtsgericht Grünberg“ und Zuteilung zum Bezirk des Landgerichts Gießen. Am 1. Juli 1968 erfolgte die Auflösung des Amtsgerichts Grünberg, Stangenrod wurde dem Amtsgericht Gießen zugewiesen.

## Bevölkerung

### Einwohnerstruktur 2011
Nach den Erhebungen des Zensus 2011 lebten am Stichtag dem 9. Mai 2011 in Stangenrod 555 Einwohner. Darunter waren 6 (1,1 %) Ausländer. Nach dem Lebensalter waren 99 Einwohner unter 18 Jahren, 235 zwischen 18 und 49, 126 zwischen 50 und 64 und 105 Einwohner waren älter. Die Einwohner lebten in 222 Haushalten. Davon waren 39 Singlehaushalte, 84 Paare ohne Kinder und 75 Paare mit Kindern, sowie 21 Alleinerziehende und 3 Wohngemeinschaften. In 42 Haushalten lebten ausschließlich Senioren und in 153 Haushaltungen lebten keine Senioren.

### Einwohnerentwicklung
| Quelle: Historisches Ortslexikon |                                                                                |
| • 1577:                          | 021 Hausgesesse                                                                |
| • 1630:                          | 011 zweispännige, 10 einspännige Ackerleute, 3 Einläuftige                     |
| • 1677:                          | 022 Hausgesesse, davon 3 freie                                                 |
| • 1742:                          | 001 Geistliche/Beamte, 41 Untertanen, 12 Junge Mannschaften, 7 Beisassen/Juden |
| • 1806:                          | 271 Einwohner, 50 Häuser                                                       |
| • 1829:                          | 326 Einwohner, 60 Häuser                                                       |
| • 1867:                          | 285 Einwohner, 62 bewohnte Gebäude                                             |
| • 1875:                          | 347 Einwohner, 67 bewohnte Gebäude                                             |

| Stangenrod: Einwohnerzahlen von 1791 bis 1967 | Stangenrod: Einwohnerzahlen von 1791 bis 1967 | Stangenrod: Einwohnerzahlen von 1791 bis 1967 | Stangenrod: Einwohnerzahlen von 1791 bis 1967 | Stangenrod: Einwohnerzahlen von 1791 bis 1967 |
| --- | --------------------------------------------- | --------------------------------------------- | --------------------------------------------- | --------------------------------------------- |
| Jahr |                                               |                                               |                                               | Einwohner                                     |
| 1791 | 1791                                          |                                               | 226                                           | 226                                           |
| 1800 | 1800                                          |                                               | 228                                           | 228                                           |
| 1806 | 1806                                          |                                               | 271                                           | 271                                           |
| 1829 | 1829                                          |                                               | 326                                           | 326                                           |
| 1834 | 1834                                          |                                               | 314                                           | 314                                           |
| 1840 | 1840                                          |                                               | 361                                           | 361                                           |
| 1846 | 1846                                          |                                               | 440                                           | 440                                           |
| 1852 | 1852                                          |                                               | 445                                           | 445                                           |
| 1858 | 1858                                          |                                               | 348                                           | 348                                           |
| 1864 | 1864                                          |                                               | 313                                           | 313                                           |
| 1871 | 1871                                          |                                               | 355                                           | 355                                           |
| 1875 | 1875                                          |                                               | 347                                           | 347                                           |
| 1885 | 1885                                          |                                               | 306                                           | 306                                           |
| 1895 | 1895                                          |                                               | 308                                           | 308                                           |
| 1905 | 1905                                          |                                               | 308                                           | 308                                           |
| 1910 | 1910                                          |                                               | 314                                           | 314                                           |
| 1925 | 1925                                          |                                               | 346                                           | 346                                           |
| 1939 | 1939                                          |                                               | 374                                           | 374                                           |
| 1946 | 1946                                          |                                               | 540                                           | 540                                           |
| 1950 | 1950                                          |                                               | 534                                           | 534                                           |
| 1956 | 1956                                          |                                               | 481                                           | 481                                           |
| 1961 | 1961                                          |                                               | 447                                           | 447                                           |
| 1967 | 1967                                          |                                               | 442                                           | 442                                           |
| Datenquelle: Historisches Gemeindeverzeichnis für Hessen: Die Bevölkerung der Gemeinden 1834 bis 1967. Wiesbaden: Hessisches Statistisches Landesamt, 1968. Weitere Quellen: LAGIS; Ab 1970: Stadt Grünberg:; Zensus 2011 |                                               |                                               |                                               |                                               |

### Historische Religionszugehörigkeit
| • 1829: | 326 evangelische (= 100 %) Einwohner                               |
| • 1961: | 364 evangelische (= 81,41 %), 58 katholische (= 12,98 %) Einwohner |

### Historische Erwerbstätigkeit
| • 1961: | Erwerbspersonen: 97 Land- und Forstwirtschaft, 82 Produzierendes Gewerbe, 22 Handel, Verkehr und Nachrichtenübermittlung, 15 Dienstleistung und Sonstiges |

## Politik
Für den Stadtteil Stangenrod besteht ein Ortsbezirk (Gebiete der ehemaligen Gemeinde Stangenrod) mit Ortsbeirat und Ortsvorsteher nach der Hessischen Gemeindeordnung.
Der Ortsbeirat besteht aus sieben Mitgliedern. Bei den Kommunalwahlen in Hessen 2021 betrug die Wahlbeteiligung zum Ortsbeirat 57,67 %. Es wurden gewählt: ein Mitglied der SPD und sechs Mitglieder der  „Bürgerliste Stangenrod“ (BLS). Der Ortsbeirat wählte Christian Aff (BLS) zum Ortsvorsteher.

## Vereine
Mehrere Vereine bestimmen das kulturelle Dorfleben:
- Freiwillige Feuerwehr Stangenrod
- Gesangverein „Concordia“ Stangenrod
- Jugendclub Bölkstofffreunde
- Kleintierzuchtverein H 107
- Musikverein 1923 Stangenrod
- Schützenverein Stangenrod
- Stangenröder Carneval-Verein
- SV Vorwärts 1923 Stangenrod
- Jagdgenossenschaft
- FC-Bayern-Fan-Club Stangenrod
- Wanderclub Zugvögel (aufgelöst)
- Gefriergemeinschaft Stangenrod (aufgelöst)